# Sam Davis (Politiker)
Samuel „Sam“ Davis (* 9. Dezember 1903 in Primrose, Südafrikanische Republik; † 20. Jahrhundert) war ein Politiker und Journalist in Südwestafrika.

## Biografie
Davis ging auf die Durban High School in Durban in der Südafrikanischen Union. 1927 wanderte er nach Südwestafrika aus, wo er zunächst in Walvis Bay eine Fleischfabrik aufbaute. Ab 1931 war er als Journalist für die Presseagentur Reuters tätig und gründete 1948 das SWA Annual Journal.
Er war in den 1960er Jahren, mindestens aber 1965 Bürgermeister von Windhoek. Zudem war Davis Vorsitzender der Öffentlichkeits- und Tourismusvereinigung Südwestafrikas, der S.W.A. Publicity and Tourist Association.
Davis war mit Sera Davis (geb. Levin) verheiratet und gilt als Namensgeber der Skelettküste.